# Пулковское (исторический район)
Пу́лковское (ранее Пулковское отделение совхоза «Шушары») — исторический район в Пушкинском районе Санкт-Петербурга. Является частью местности Пулково. А также входит в границы внутригородского муниципального образования «Посёлок Шушары».

## История
До основания Петербурга здесь была мыза Пуркола, к которой по межеванию в 1711 году было приписано 10 финских деревень. С 1714 года она стала называться Пу́лкова (или Пу́лково), с 1740-х — Пу́лковская слобода, с середины XIX века — село Большо́е Пу́лково.
В 1930-х годах в селе было создано пулковское отделение совхоза «Шушары».
В годы Великой Отечественной войны Большое Пулково, будучи расположенным на вершине Пулковского увала (Пулковских высотах), оказалось полностью уничтожено.
После войны здесь начали строить городок для работников совхоза. Первый дом — № 29 — был построен в 1959 году. В 1974 году построили дом № 30, в 1978 году — дом № 31, в 1985 году — дом 33, в 1987 году — дом 32. В 1988 году во дворе построили детский сад № 34. В настоящее время все они имеют адреса по территориальной зоне Пулковское.
В 1997 году район вошёл в состав посёлка Шушары, который в свою очередь в этом же году вошёл в состав Санкт-Петербурга, таким образом Пулковское стало его частью.
В 2001 году из названия были исключены слова отделение совхоза «Шушары», то есть в официальных документах в качестве адреса стали писать: Санкт-Петербург, посёлок Шушары, Пулковское, дом №… В 2012 году Пулковское вошло в список исторических районов (ранее оно было только территориальной зоной).
Весной 2014 года были откорректированы знаки на въездах в Пулковское: вместо названия «Шушары». Пулковское отделение на них появилось краткое Пулковское, что связано с внесением изменений в реестр названий объектов городской среды Санкт-Петербурга. Затем, в апреле, автобусную остановку «Пулковское отделение совхоза „Шушары“» переименовали в остановку «Пулковское» (Но уже в октябре 2017 эту же остановку снова переименовали, но теперь она называется «КВЦ Экспофорум» по ближайшему центру притяжения района) А летом 2014 аналогичные изменения произошли с номерными знаками на домах в Пулковском.
В конце июня 2016 года в Пулковском впервые с 1987 года сдали жилые дома — на Переведенской улице, 6.

## География
Исторический район Пулковское расположен на Пулковских высотах между Пулковским шоссе, Петербургским шоссе, линией Октябрьской железной дороги Лужского направления, границей посёлка Александровская и Волхонским шоссе. По его территории протекает река Пулковка, образующая Пулковское водохранилище построенное в 1951 году.

## Инфраструктура
В Пулковском (территориальная зона Пулковское, дом 41А) находится конно-спортивный клуб «Райдер», а также в здании бывшего детского сада (территориальная зона Пулковское, дом 34) расположен мини-завод по производству экструзионной пищевой продукции ООО «Ладога».
9 февраля 2016 был введён в эксплуатацию бизнес-центр «Перспектива» по адресу улица Кокколевская дом 1.
В Пулковском ведётся активное строительство малоэтажных жилых комплексов, в составе проекта «На царскосельских холмах» в частности: «Трио», «Царский двор», «Пушгород», «Образцовый квартал-1,2,3,4», «Неоклассика-1,2», «Экспоград-1,2,3» и «СолнцеPark».
В Пулковском находится выставочный комплекс «Экспофорум», построенный в 2012—2014 годах с Церковью Смоленской иконы Божьей Матери
11 июня 2015 года состоялась закладка парка под названием «Парад садов», площадью 12 га у пересечения Пулковского и Петербургского шоссе. В апреле 2016 парк получил название «Дальняя Рогатка» по одноимённой исторической местности.
Весной 2016 года в посёлке были проведены работы по благоустройству.

## Перспективы развития
На Варшавской железнодорожной линии планируется строительство станции Пулковские Высоты, в том числе для посетителей конгрессно-выставочного комплекса «Экспофорум».
В составе единой бизнес-зоны аэропорта Пулково и Экспофорума, к 2020 году планируется строительство киногорода Ленфильм-Парк площадью 10 га в пределах многофункционального квартала «ЮгТаун», к северо-востоку от пересечения Волхонского и Пулковского шоссе.

## Изображения

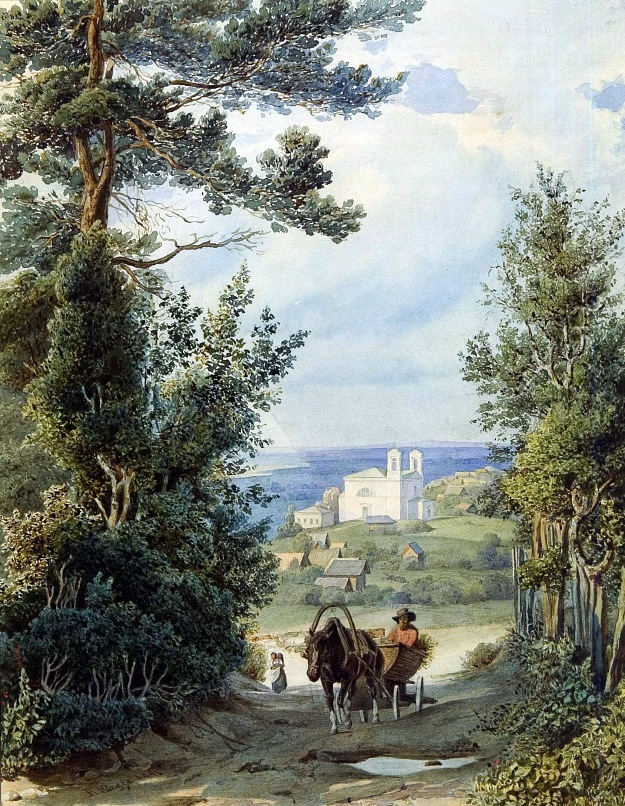
Изображение начала XIX века со старой церковью
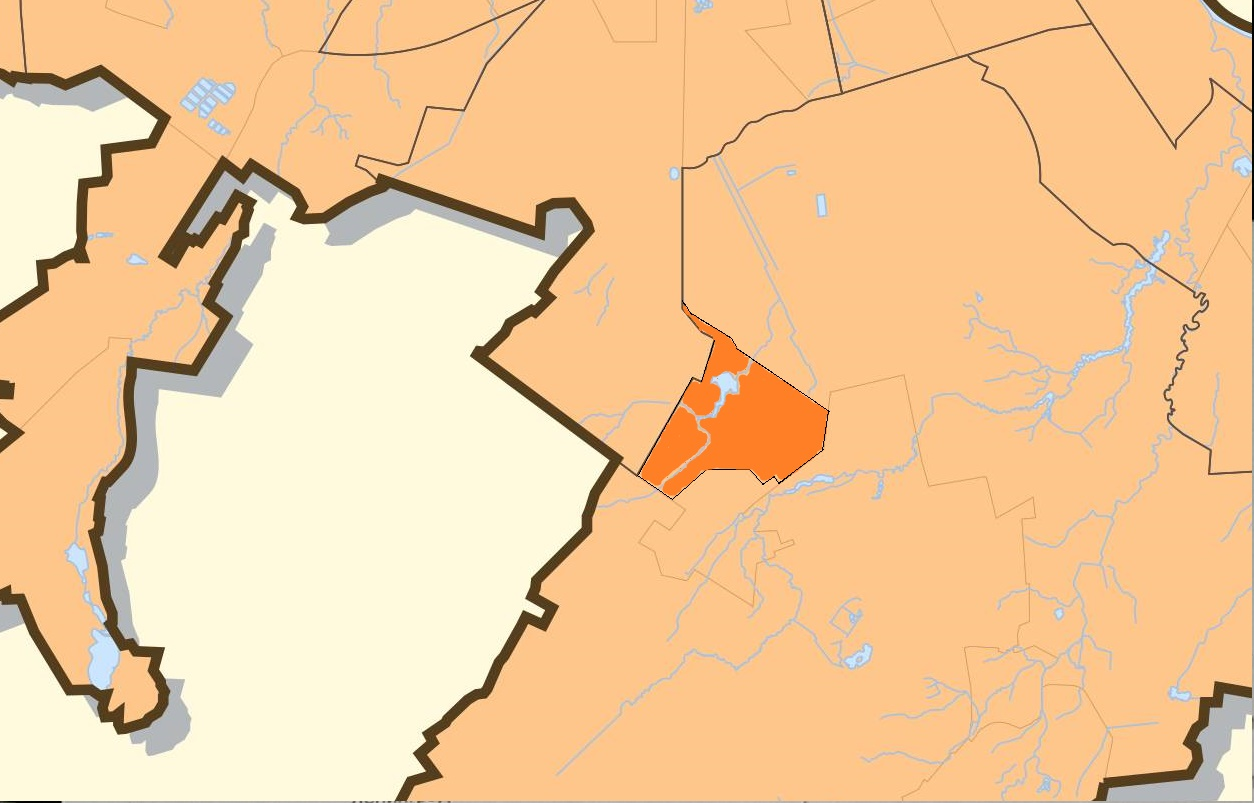
Территория исторического района Пулковское
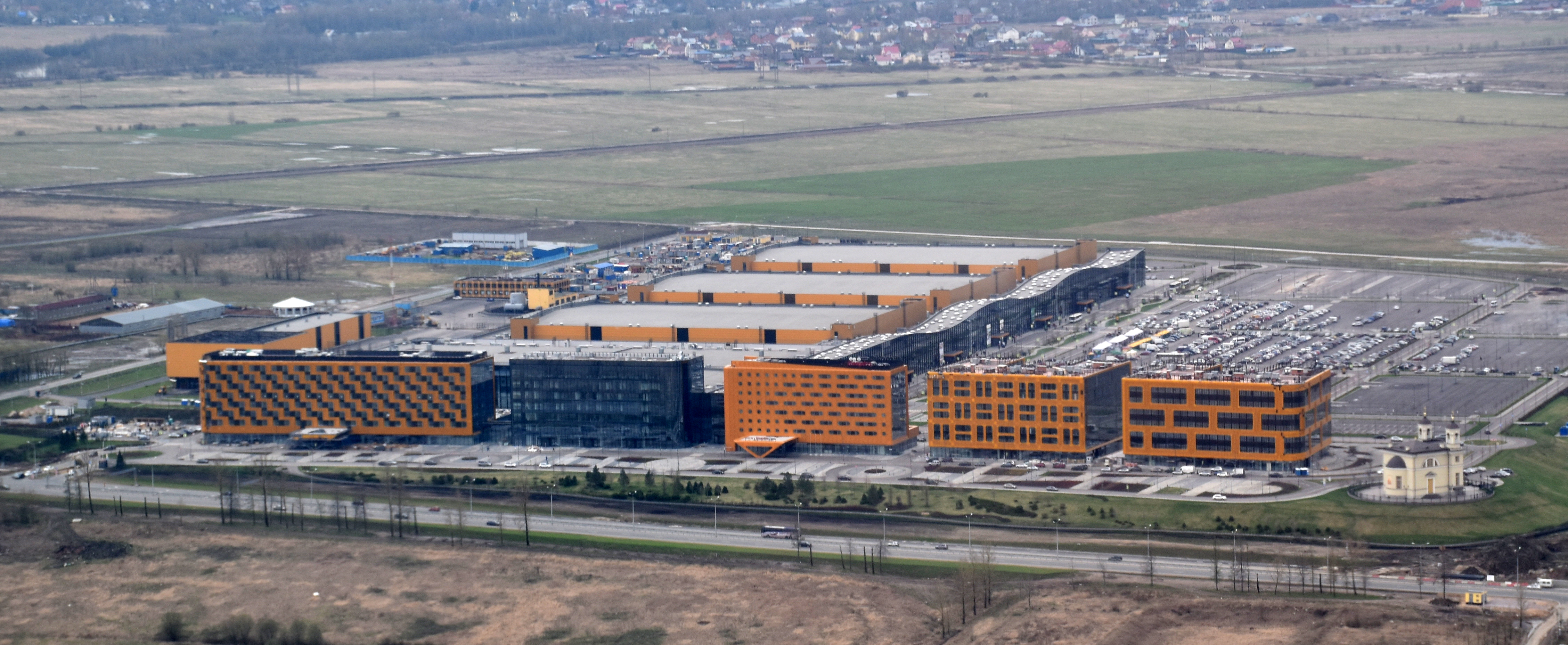
Экспофорум